# پارک ملی جانورشناسی اسمیتسونین
پارک ملی جانورشناسی اسمیتسونین (به انگلیسی: Smithsonian National Zoological Park) یکی از مراکز فرهنگی ایالات متحده آمریکا است. 
این موزه متعلق به موسسه اسمیتسونین است. این دو مرکز بیش از 2700 حیوان از 390 گونه مختلف را در خود جای داده است.شاخه یادگیری و تعامل دیجیتالی موزه، تجربیات چند رسانه ای را تولید خواهد کرد.

## وب‌گاه رسمی
- nationalzoo.si.edu